# Christian Gottlob Heyne
Christian Gottlob Heyne (født 25. september 1729, død 14. juli 1812) var en tysk professor og bibliotekar, der primært beskæftigede sig med oldtidskundskaben, klassisk filologi, sprogforskning og arkæologi.

## Biografi
Christian Gottlob Heyne var søn af en linnedvæver fra Chemnitz. Efter studentereksamen studerede han fra 1742 på universitetet i Leipzig. Nøden drev ham til forfattervirksomhed, som fortrinsvis bestod af oversættelser og bearbejdelser af Tibullus og Epiktet.
1750 i Wittenberg blev han ansat som privatlærer for en ung adelig, mens han fortsatte sine studier. Han vendte i 1753 tilbage til Dresden, og opnåede en stilling som kopist ved biblioteket hos ministeren Heinrich von Brühl.
1760 tabte han ved et bombardement af byen alt sit bohave. Efterfølgende prøvede han at leve af at oversætte en del af den latinske tekst i Philipp Daniel Lipperts "Daktyliothek" (En udgivelse af kobberstik der fremstiller forskellige samlinger af antikke smykke og juveler). 1763 opnåede han stillingen som professor i retorik på Georg-August-Universität i Göttingen, som Johann Matthias Gesners efterfølger. Og allerede i 1764 fik han ansvaret for Universitetsbiblioteket på samme universitet, og fik snart omdannet det til en betydelig institution. Han arbejdede her til sin død i 1812. Mange danskere som besøgte Göttingen knyttede venskaber med Heyne, således blandt andre Andreas Christian Hviid, Niels Ditlev Riegels og Frederik Sneedorff.
En af Heynes døtre var forfatterinden Therese Huber, der blev gift med Johann Georg Adam Forster, en af Heynes venner.

## Værk
Heyne var en af de tidligste fortalere for klassicismen. Han oversatte værker af de oldgræske og romerske forfattere. Heyne var en af de førster der beskæftigede sig videnskabeligt med den græske mytologi. Foruden sine væsentlige bidrag indenfor forskellige videnskaber, såsom sprogvidenskaben og arkæologien, var han grundlæggeren af den moderne oldtidsforskning og myteforskning.

## Værker i udvalg
- Opuscula academica. 6 bind, Göttingen 1785–1812. Genoptryk, Hildesheim 1997
- Udgaven af Homers Carmina. 9 bind. Leipzig 1802–1822.